# Station Gliwice Sośnica
Station Gliwice Sośnica is een spoorwegstation in de Poolse plaats Gliwice.